# Geneviève Brisac
Pour les articles homonymes, voir Brisac.
Geneviève Brisac, née à Paris le 18 octobre 1951, est une écrivaine et éditrice française.
Elle reçoit le prix Femina en 1996 pour son roman Week-end de chasse à la mère.

## Biographie
Geneviève Alice Angeline Brisac est née à Paris et a été éduquée dans une famille d’intellectuels de gauche anglophiles. Sa mère, Hélène Misserly, avait acquis un certain renom en écrivant des livres pour la jeunesse (Un monstre dans la vitrine), en scénarisant des Maigret, en adaptant Agatha Christie, en rédigeant des feuilletons pour RTL et en réalisant des dramatiques pour l'ORTF.
Ancienne élève de l'École normale supérieure de Fontenay et agrégée de lettres, Geneviève Brisac est enseignante pendant six ans en Seine-Saint-Denis.
Son adolescence est marquée par une longue période d'anorexie qu'elle décrit dans un livre autobiographique intitulé Petite, sorti en 1994 aux éditions de l'Olivier.
Elle devient éditrice chez Gallimard, où elle publie son premier roman, Les Filles, qui obtient le prix Roland de Jouvenel de l'Académie française en 1988. Elle crée en 1987 la collection littéraire « Page blanche » destinée aux adolescents et la dirige jusqu'en 1989.
Elle dirige les collections Mouche, Neuf et Médium à L'École des loisirs depuis 1989.
Elle collabore longtemps au Monde des livres et intervient régulièrement sur France Culture.
À L'École des loisirs, elle publie la série des Histoires d’Olga, une petite fille toujours prête à l’aventure, mais aussi à la révolte contre les injustices et le mensonge, et de Monelle qui porte le beau prénom d’un personnage inventé par l’écrivain Marcel Schwob qui disait : « Vis dans l’instant ! Seul l’instant est vérité ».
Son livre Week-end de chasse à la mère est récompensé par le Prix Femina, en 1996. Elle publie un recueil de nouvelles, Pour qui vous prenez-vous ?, deux essais, Loin du Paradis, consacré à Flannery O'Connor, et La Marche du cavalier (éditions de l'Olivier), ainsi que plus d'une vingtaine de livres pour la jeunesse.
Elle s'est beaucoup intéressée à Virginia Woolf, publiant V. W.: le mélange des genres (avec Agnès Desarthe) (Paris : Éditions de l'Olivier, 2004), republié sous le titre de La double vie de Virginia Woolf (Paris : Points, 2008).
Depuis janvier 2007, elle est engagée aux côtés de Bibliothèques Sans Frontières, une ONG française qui vise à faciliter l'accès au savoir dans les pays en développement. La même année, elle signe l'« appel des intellectuels » appelant à voter pour Ségolène Royal. Lors de l'élection présidentielle française de 2012, elle décide de soutenir la candidature de François Hollande.
Proche de l'ONG Bibliothèques Sans Frontières, elle déclare : « Les livres m’ont plusieurs fois sauvé la vie, j’essaie de leur rendre la monnaie de leur pièce. Ma dette est illimitée. »
En juillet 2009, elle est nommée chevalier de l'ordre de la Légion d'honneur.
En 2013, elle préside le jury du Prix du Livre Inter.
En janvier 2014, elle est promue au grade de commandeur de l'ordre des Arts et des Lettres.

## Œuvres

### Romans et essais
- Les Filles, Gallimard, 1987 ; Folio, 1997 (Prix de l'Académie française)
- Madame Placard, Gallimard, coll. « Blanche », 1989
- Loin du paradis : Flannery O'Connor, Gallimard, coll. « L'Un et l'Autre », 1991
- Petite, L'Olivier, 1994 ; Points, 1996
- Week-end de chasse à la mère, L'Olivier, 1996 ; Points, 1998 (Prix Femina)
- Voir les jardins de Babylone, L'Olivier, 1999 ; Points, 2000
- Pour qui vous prenez-vous ?, L'Olivier, 2001 ; Points, 2002
- La Marche du cavalier, L'Olivier, 2002 ; Points, 2012Nouvelle édition révisée et augmentée sous le titre de Sisyphe est une femme : la marche du cavalier, L’Olivier, coll. « Les Feux », 2019, 216 p.
- Les Sœurs Delicata, L'Olivier, 2003
- V.W., le mélange des genres, coécrit avec Agnès Desarthe, L'Olivier, 2004 ; réédité sous le titre de La Double Vie de Virginia Woolf, Points, 2008
- 52 ou la seconde vie, L'Olivier, 2007 ; réédité sous le titre de Les Filles sont au café, Points, 2010
- Une année avec mon père, L'Olivier, 2010 ; Points, 2011 (Prix des Éditeurs) ; traduit en persan, 2023[12]
- Moi, j'attends de voir passer un pingouin, Alma, 2012
- Dans les yeux des autres, L'Olivier, 2014 ; Points, 2015
- Vie de ma voisine, Grasset, 2017
- Le Chagrin d'aimer, Grasset, 2018
- Mes Mots sauvages, Points, coll. « Goût des Mots », 2018
- Les Enchanteurs, L'Olivier, 2022, 192 p. ; traduit en persan, 2023[13]
- Anna Akhmatova, portrait, Seghers, 2024,168 p.

### Articles
- « La Vie ne suffit pas », dans la revue de psychanalyse Penser/Rêver no 4 : L'Informe, Mercure de France, 2003
- « ABC », dans la revue de psychanalyse Penser/Rêver no 6 : La Haine des enfants, Mercure de France, 2004
- Un texte sans titre dans l'ouvrage collectif Qu'est-ce que la gauche ?, cordonné par Cécile Amar et Marie-Laure Delorme, Fayard, 2017

### Ouvrages de littérature d'enfance et de jeunesse
- Olga, illustrations de Michel Gay - L'École des loisirs, coll. « Mouche », 1990
- Olga n'aime pas l'école, illustrations Michel Gay - L'École des loisirs, coll. « Mouche », 1991
- Monelle et les baby-sitters - L'École des loisirs, coll. « Neuf », 1992
- Les Amies d'Olga, illustrations de Michel Gay - L'École des loisirs, coll. « Mouche », 1992
- Les Champignons d'Olga, illustrations de Véronique Deiss - L'École des loisirs, coll. « Mouche », 1992
- Le Noël d'Olga, illustrations Véronique Deiss - L'École des loisirs, coll. « Mouche », 1993
- Olga et les traitres, illustrations de Michel Gay - L'École des loisirs, coll. « Mouche », 1996
- Olga s'inscrit au club, illustrations Michel Gay - L'École des loisirs, coll. « Mouche » 1998
- Olga va à la pêche, illustrations Michel Gay - L'École des loisirs, coll. « Mouche », 1998
- Si l'ascenseur ne s'arrêtait pas, illustrations Michel Gay - L'École des loisirs, coll. « Mouche », 2000
- Monelle et les footballeurs - L'École des loisirs, coll. « Neuf », 2000
- La Craie magique, illustrations Michel Gay - L'École des loisirs, coll. « Mouche », 2000
- Olga et les marionnettes, illustrations Michel Gay - L'École des loisirs, coll. « Mouche », 2001
- Le pique-nique des ours, illustrations Michel Gay - L'École des loisirs, 2001
- Olga et le chewing gum magique, illustrations Michel Gay - L'École des loisirs, coll. « Mouche », 2001
- Olga fait une fête, illustrations Michel Gay - L'École des loisirs, coll. « Mouche », 2002
- Monelle et les autres - L'École des loisirs, coll.« Neuf », 2002
- Violette et la mère Noël - L'École des loisirs, coll. « Mouche », 2003
- Violette et le secret des marionnettes, illustrations Nadja - L'École des loisirs, 2004
- Violette et la boîte de sable - L'École des loisirs, coll. « Mouche » 2004
- Olga et le decision maker - L'École des loisirs, coll. « Mouche », 2004
- Petite - L'École des loisirs, coll. « Médium », 2005
- Angleterre - L'École des loisirs, coll. « Médium », 2005
- La Cinquième saison [collectif] - L'École des loisirs, coll. « Médium », 2006
- Le grand livre d'Olga [anthologie] - L'École des loisirs, coll. M« Mouche », 2008
- Je vois des choses que vous ne voyez pas, illustrations Nadja - Actes Sud-Papiers / Heyoka jeunesse, 2009
- La Mère Noël, avec Alice Butaud - L'École des loisirs, coll. « Théâtre », 2012
- Enfances, adolescences, ouvrage collectif, 2015

## Cinéma
- 2009 : Non ma fille tu n'iras pas danser de Christophe Honoré : coscénariste

## Théâtre
- 2008-2010 : Je vois des choses que vous ne voyez pas, mise en scène Damien Bricoteaux, Manufacture des Abbesses puis Théâtre Rive Gauche

## Prix et distinctions

### Distinctions
- 1988 : Prix Roland de Jouvenel de l'Académie française pour Les Filles
- 1996 : Prix Femina pour Week-end de chasse à la mère
- 1999 : Nomination pour le Prix du Livre Inter pour Voir les jardins de Babylone[14]

### Décorations
- Chevalier de la Légion d'honneur (nommée en 2009)
- Commandeur de l'ordre des Arts et des Lettres (2023)

Le 13 juillet 2009, Geneviève Brisac est nommée au grade de chevalier dans l'ordre national de la Légion d'honneur au titre de  « éditrice, écrivaine ; 33 ans d'activités littéraires et professionnelles ».
Le 16 janvier 2014, elle est nommée au grade d'officier dans l'ordre des Arts et des Lettres au titre de « Ecrivaine ». Elle est promue commandeur dans ce même ordre le 2 novembre 2023

## Pour approfondir